# Мата-де-Алькантара
Мата-де-Алькантара (ісп. Mata de Alcántara) — муніципалітет в Іспанії, у складі автономної спільноти Естремадура, у провінції Касерес. Населення — 328 осіб (2010).
Муніципалітет розташований на відстані близько 270 км на захід від Мадрида, 37 км на північний захід від Касереса.

## Демографія
Динаміка населення (INE ):